# Kurt Weill
Kurt Julian Weill (Dessau, 2 marzo 1900 – New York, 3 aprile 1950) è stato un compositore e musicista tedesco naturalizzato statunitense.

## Biografia

### Primo periodo: Germania

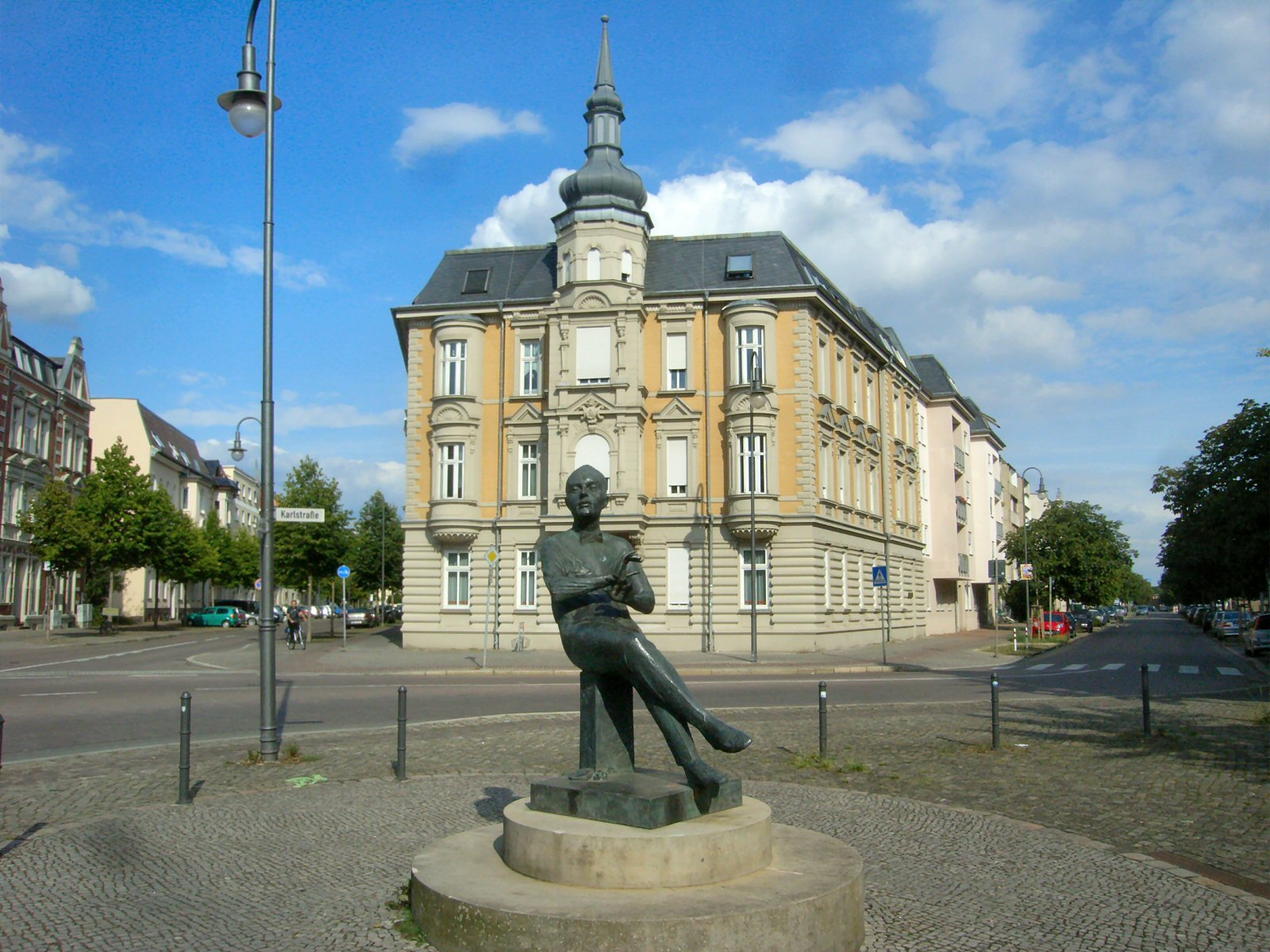
Scultura raffigurante Kurt Weill a Dessau

Weill nacque a Dessau, nell'odierno land tedesco della Sassonia-Anhalt, il 2 marzo del 1900 in una famiglia ebraica ashkenazita, terzogenito dei quattro figli di Albert Weill (1867-1950), chazan della sinagoga di Dessau, e di Emma Ackermann (1872-1955), una casalinga. Iniziò lo studio della musica da bambino presso il teatro regio ducale della propria città, passando poi, nel 1915, sotto la guida di Albert Bing, primo kapellmeister del teatro. 
Nel 1918, sotto l'incoraggiamento di Bing, s'iscrive presso la Hochschule für Musik di Berlino, dove segue i corsi di composizione e direzione d'orchestra, tenuti rispettivamente da Engelbert Humperdinck e Rudolf Krasselt. Tuttavia, sia per motivi finanziari, sia per una sua certa estraneità al clima musicale della Hochschule, nell'estate dell'anno seguente fece ritorno a Dessau, diventando dapprima maestro sostituto di Albert Bing e di Hans Knappertsbusch del teatro regio ducale e poi direttore della piccola compagnia d'opera di Lüdenscheid (in Vestfalia).
Nel 1920, con la nomina di direttore di Franz Schreker della Hochschule für Musik, Weill considerò l'idea di tornare a Berlino a studiare con Schreker stesso ma, su consiglio dell'amico Hermann Scherchen, scelse i corsi che Ferruccio Busoni era stato appena invitato a tenere presso l'Akademie der Künste, che frequentò per ben tre anni.
A Berlino, oltre che con Busoni, si perfezionò con Philipp Jarnach, suo assistente; e a Jarnach, Weill deve probabilmente la composizione del balletto per bambini Zaubernacht (Berlino, novembre 1922), rappresentato poi a New York due anni dopo.
I suoi primi lavori significativi sono Concerto per violino e fiati (1925) e l'opera Der Protagonist (1926) che risentono dell'influenza della corrente della Nuova oggettività (l'artista si occupa di temi di attualità e propone in musica soggetti a sfondo politico e sociale).
In quegli anni Weill conobbe molti intellettuali legati ai circoli espressionisti del tempo, in modo particolare col Novembergruppe, di cui facevano parte Philipp Jarnach, Hanns Eisler, Bertolt Brecht che promosse nella Berlino degli anni venti un'ampia attività culturale di concerti, letture pubbliche, mostre e prime di film.
Nel 1924 conobbe il drammaturgo Georg Kaiser con il quale collaborò fino a quando non fu costretto a lasciare la Germania. Il primo successo della loro collaborazione fu l'opera in un atto Der Protagonist, rappresentata a Dresda nel 1926; ne scaturì per Weill, da parte della Deutsche Kammermusik di Baden-Baden, la commissione di una breve opera da camera, che Weill attinse dai Mahagonny-Gesänge, tratti dalla raccolta poetica di Bertolt Brecht intitolata Die Hauspostille. Così iniziò la collaborazione fra Weill e Brecht, che, benché durata solo tre anni, segnerà profondamente il teatro del Novecento.
Al Singspiel Mahagonny (Baden-Baden, 1927), seguì nel 1928 Die Dreigroschenoper (L'opera da tre soldi), ispirata a L'opera del mendicante (1728) su testo di John Gay e con musica di Johann Christoph Pepusch, in cui il ruolo di Jenny fu interpretato dalla cantante e attrice viennese Lotte Lenya, moglie di Weill dal 1926. È del 1929 la commedia satirica Happy End (firmata da Dorothy Lane, pseudonimo di Elisabeth Hauptmann, e Bertolt Brecht) e del 1930 Ascesa e caduta della città di Mahagonny una vera e propria opera in tre atti in cui Weill trasferì i materiali del Singspiel Mahagonny.
Ormai noto e stimato in Germania, grazie al suo grandissimo senso teatrale, si fece conoscere anche in Francia (del 1923 è il suo successo alla Salle Gaveau di Parigi) e in tutta Europa. Tuttavia nel 1933, malgrado la sua fama e il successo dell'ultimo suo lavoro con Kaiser Der Silbersee ("Il lago d'argento"), fu costretto a fuggire per le persecuzioni naziste. Gli anni dell'esilio, prima in Francia poi nel Regno Unito, furono molto difficili, nonostante la stima e l'aiuto di musicisti come Bruno Walter, Darius Milhaud e Arthur Honegger.

### Secondo periodo: Parigi - Londra

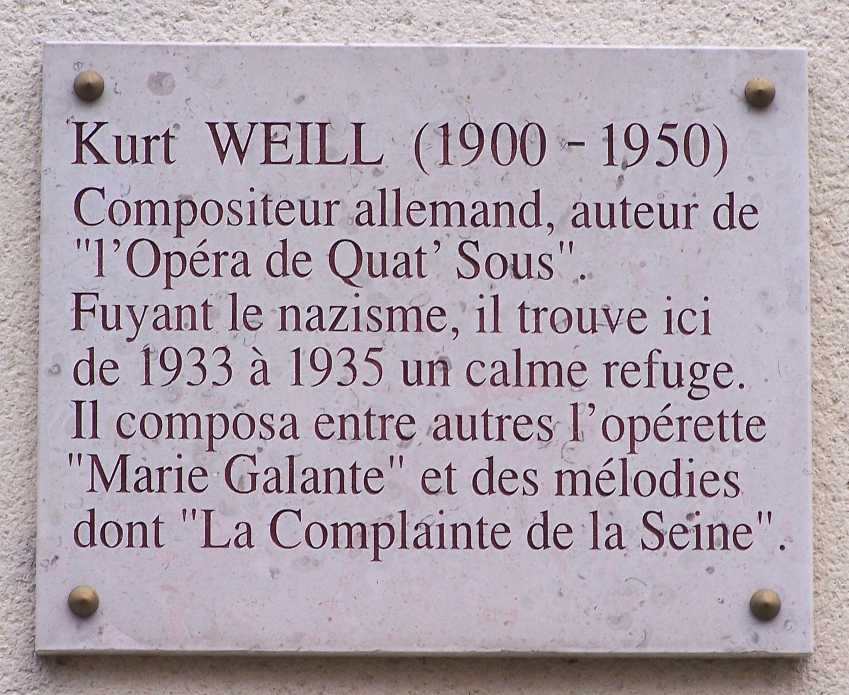
Targa commemorativa, del passaggio di Kurt Weill a Voisins a Louveciennes (Yvelines, Francia)

Con l'avvento del nazismo è costretto a lasciare la Germania. Si trasferisce dapprima a Parigi, dove scrive un balletto su soggetto di Brecht, Die sieben Todsünden "I sette peccati capitali" (1933), commissionato per "Les Ballets", e successivamente a Londra.
Del periodo parigino anche il musical Marie Galante (1934), su testo di Jacques Deval, basato sul suo romanzo omonimo, che fu rappresentato per la prima volta al Théâtre de Paris il 22 dicembre 1934.

### Terzo periodo: Stati Uniti d'America
Nel 1935 si rifugia negli Stati Uniti con la scusa di supervisionare la prima di un suo lavoro con Max Reinhardt e Franz Werfel, Der Weg der Verheissung, dedicato alla storia del popolo ebraico, che venne rappresentato l'anno seguente con il titolo The Eternal Road.
Gli anni in America segnarono per Weill il suo volontario distacco dalla musica d'arte del periodo europeo, infatti scrisse quasi esclusivamente per il Broadway theatre e Hollywood e la Radio americana, affermandosi, dopo i primi insuccessi (come la stessa The Eternal Road o Johnny Johnson), con importanti musical (The Fireband of Florence, un'operetta basata sulle memorie di Benvenuto Cellini, Street Scene o Lost in the Stars); collaborò fra gli altri con Maxwell Anderson.
Il 19 ottobre 1938 va in scena il musical Knickerbocker Holiday all'Ethel Barrymore Theatre per Broadway per la regia di Joshua Logan con Walter Huston arrivando a 168 recite e rendendo nota la canzone September Song.

## Le opere

### Composizioni per il teatro (autore testo)
- Zaubernacht, balletto-pantomima (V. Boritch; Berlino 1922).
- Pantomima senza titolo (Kaiser; 1924 incompiuta).
- Der Protagonist, op. 14 (Dresda 1926).
- Royal Palace Balletto-opera op.17 (Goll; Berlino 1927 diretta da Erich Kleiber).
- Na und? opera teatrale (Joachimson; 1927, non rappresentata perduta).
- Der Zar lässt sich photographieren op.21 (Kaiser; Lipsia 1928).
- Mahagonny "Songspiel" (Brecht; Baden-Baden, 1927).
- Die Dreigroschenoper, (L'opera da tre soldi) dramma con musica (Brecht; Berlino 1928).
- Aufstieg und Fall der Stadt Mahagonny (Ascesa e caduta della città di Mahagonny), opera teatrale (Brecht; Lipsia 1930).
- Happy End, commedia (Brecht; Berlino 1929).
- Der Jasager, opera didattica (Brecht; Berlino 1930).
- Die Bürgschaft, opera teatrale (Neher; Berlino 1932).
- Der Silbersee: Ein Wintermärchen, dramma con musica (Kaiser; Lipsia 1933).
- Die sieben Todsünden, balletto con canto (Brecht; Parigi 1933).
- Der Kuhhandel, operetta (Vambery; non rappresentata, revisionata come A Kingdom for a Cow, commedia musicale, aut. Arkell e Carter; Londra 1935).
- Der Weg der Verheißung, dramma biblico (Werfel; non rappresentato; revisionato come The Eternal Road, Lewisohn; New York 1937).
- Johnny Johnson, fiaba (Green; New York 1936).
- Davy Crockett, dramma con musica (Hays; 1938).
- Knickerbocker Holiday, operetta (Anderson; New York 1938).
- Railroads on Parade, riscostruzione storica (Hungerford; New York 1939).
- The Ballad of Magna Carta, cantata scenica (Anderson; CBS 1940).
- Ulysses Africanus, dramma con musica (Anderson; CBS 1939).
- Lady in the Dark, musical (Moss Hart e Ira Gershwin; New York 1941).
- One Touch of Venus, commedia musicale (Perelman e Ogden Nash, Broadway theatre di New York 1943 con Mary Martin e John Boles 567 recite fino al 10 febbraio 1945 che ha avuto la prima italiana nel 2005 al Teatro Alighieri per il Ravenna Festival).
- The Fireband of Florence operetta (Mayer e Ira Gershwin New York 1945).
- Street Scene, (Broadway opera) - (Rice e Hughes; New York, 1947).
- Down in the Valley, opera collage - (Sundgaad; Bloomington - Indiana, 1948).
- Love Life, (Vaudeville) - (Lerner; New York, 1948).
- Lost in the Stars, tragedia in musica, (Anderson New York, 1949).
- Huckleberry Finn (musical), (musical), (Anderson New York, 1950).

### Musica per il cinema
- You and Me (Fritz Lang 1937-38).
- The River is Blue (Milestone, 1937-38).
- Where do we go from here? (William Perlberg, 1943-44).
- Salute to France (Jean Renoir, 1944).

### Musiche di scena e radiofoniche
- Herzog Theodor von Gothland (Grabbe, 1926), perduta.
- Gustav XII. (Strindberg, 1927).
- Konjunktur (Lania, Gasbarra e Piscator, 1927), perduto in parte.
- Kalaunische Schlacht (Bronnen, 1928), perduta.
- Petroleuminseln (Feuchtwanger, 1928), in parte perduta.
- Der Lindberghflug in collaborazione con Paul Hindemith (Brecht 1929 2° versione, esclusivamente di Kurt Weill, Berlino 1929).
- Mann ist Mann (Brecht 1931) perduta.
- La grande complainte de Fantômas (Robert Desnos 1933), perduta.

### Opere per orchestra
- Poema sinfonico da Weise vom Liebe und Tod di Rainer Maria Rilke (1920 perduto).
- Sinfonia (1920 perduta).
- Sinfonia n.1 (Berliner Sinfonie, Sinfonie in einen Satz, 1921).
- Divertimento op.5 (1922).
- Sinfonia Sacra (Fantasie, Passacaglia und Hymnus) op.6 (1922).
- Quodlibet (Eine Unterhaltungmusik) op.9 (Suite da Zaubernacht, 1923).
- Concerto per violino e fiati op. 12 (1924).
- Berlin im Licht-Song per banda militare (1928).
- Kleine Dreigroschenmusik (1929).
- Sinfonia n.2 (1933).

### Per soli coro e orchestra
- Sulamith cantata per soli coro femminile e orchestra (1920 in parte perduta).
- Salmo VIII per 8 voci (1921 in parte perduto).
- Recordare (Klagelieder Jeremia V. Kapitel) op 11. insieme strumentale coro con voci bianche (1923).
- Das Stundenbuch (Orchesterlieder con testo di Rilke), 6 Lieder per soprano, tenore e orchestra op.13 e 14 (1924, in parte perduta).
- Der neue Orpheus, cantata per soprano violino e orchestra op. 16 (Goll. 1927 a Berlino diretta da Erich Kleiber).
- Vom Tod im Wald, ballata per Basso e 10 fiati op.23 (Brecht 1927).
- Das Berliner Requem, cantata per tenore, baritono, basso, coro maschile e 16 archi (Brecht 1928).
- Der Lindberghflug, per tenore, baritono, coro e orchestra (Brecht 1929).
- Zu Potsdam unter den Eichen, per coro e orchestra (versione perduta), per coro maschile a 4 voci oppure per voce e pianoforte (Brecht 1929- 30).
- Die Legende vom toten Soldaten, per coro a cappella (Brecht 1929).
- Songs of the Railroads (1938).
- Four American songs (1939).
- Kiddush per tenore, coro a 4 voci e organo (1946).

### Musica da camera
- 2 Quartetti (1918; op.8, 1923).
- Sonata per violoncello e pianoforte (1920).
- Albumblatt fur Erika per pianoforte (1937).

### Lieder (autore testo)
- Mi Addir (frammento di canzone) (1913).
- Reiterlieder (Lons;1914).
- Volkslieder (Ritter; 1917).
- Im Volkston (Holz; 1915).
- Das schöne Kind (1918).
- Die Bekehrte (Goethe; 1921).
- Rilkelieder (1921).
- Frauentanz. Sieben Gedichte des Mittelalters per soprano e 5 archi op.10 (1923).
- Berliner Lied (1925).
- Berlin im Licht testo proprio (1928).
- Der Abschiedsbrief (Kastner; 1933).
- Fantomas (Desnos; 1933).
- Es regnet (Cocteau; 1933).
- Complainte de la Seine (Magre; 1934).
- Je te n'aime pas (Magre; 1934).
- The Fraulein and the Little Son of the Rich (Graham; 1936).
- Deux chansons pour "L'opéra de quat'sous" (Guilbert; 1939).
- Two Folksongs of the New Palestine (1938).
- Nanas Lied (Brecht;1939).
- Stopping by Woods on Snowy Evening (Frost; 1939).
- Songs of the Free (MacLeish; 1942).
- Four Songs of Walt Whitman (1942).
- Was bekam des Soldaten Weib? (Brecht; 1943).
- Songs for War Workers (1942-44).

### Arrangiamenti e trascrizioni
- Ferruccio Busoni, Divertimento per flauto e orchestra, trascrizione per flauto e pianoforte (1923).
- Battle Hymn of the Republic, The Star-spangled Banner, America per voce recitante, coro e orchestra (1942).
- Hatikvah per orchestra (1947).

## Editoria musicale
- Adriano Bassi, Kurt Weill, Collana I grandi musicisti delXX secolo, Collana Musica Studio, Targa Italiana Editore, Milano, 1988
- Die Songs aus der Dreigroschenoper, per canto e pianoforte, testi di Bertolt Brecht, Universal Edition, Vienna, 1928-56, ISMN M-008-00107-9, ISBN 3-7024-0946-7
- Sechs Songs aus der Dreigroschenoper, trascrizione per pianoforte di Marino Formenti (2002), Universal Edition, Vienna, 1928-56, ISMN M-008-06668-9, ISBN 3-7024-1663-3

## Discografia
- Sinfonie 1 e 2 Gewandhausorchester Leipzig dir. Edo de Waart (Philips 1974)
- Suite per orchestra di strumenti a fiato da l'Opera da Tre soldi - Concerto per violino e orchestra op.12 - Mahagonny Songspiel, The London Sinfonietta dir. David Atherton (Deutsche Grammophon 1976).